# إليزابيث جيليس
اليزابيث جيليس بالإنجليزية ( Elizabeth Gillies ) ممثلة ومغنية وكاتبة اغاني أمريكية ولدت في (26 يوليو ,1993 ) بدأت التمثيل في سن الثاني عشر، كان الظهور الأول لها على مسرح برودواي في سن الخامس عشر، اشتهرت بظهورها في المسلسل التلفزيوني (المنتصر) بدور جايد ويست .

## اعمالها

### الافلام
- Winx Club: The Secret of the Lost Kingdom في عام 2007
- The Clique في عام 2008 بدور شيلبي ويكسلر
- Harold في عام 2008 بدور إيفلين تايلور
- The Death and Return of Superman في عام 2011
- Animal في عام 2014 بدور ماندي
- Killing Daddy في عام 2014 بدور كالي روس
- Vacation في عام 2015 بدور هيثر

### المسلسلات
- The Black Donnellys في عام 2007 ظهرت في ثلاث حلقات بدور جيني
- The Battery's Down في عام 2009 في حلقة واحدة بدور بات
- المنتصر (Victorious) من عام 2010 - 2013 ظهرت في 57 حلقة بدور جايد ويست
- آي كارلي (iCarly ) في عام 2011 في حلقة واحدة "iParty with Victorious" بدور جايد ويست
- Big Time Rush في عام 2011 في حلقة واحدة بدور هيثر فوكس
- Winx Club من عام 2011-2014 في 26 حلقة بدور دافني
- White Collar في عام 2012 في حلقة واحدة بدور كلو وودز
- The Exes في عام 2013 في حلقة واحدة بدور تريسي كوبر
- Sam & Cat في عام 2014 في حلقة واحدة بدور جايد ويست
- Sex&Drugs&Rock&Roll في عام 2015 بدور جيجي
- Dynasty  في عام 2017 بدور فالون كارنغتون

## روابط خارجية
- إليزابيث جيليس على موقع IMDb (الإنجليزية)
- إليزابيث جيليس على موقع روتن توميتوز (الإنجليزية)
- إليزابيث جيليس على موقع ألو سيني (الفرنسية)
- إليزابيث جيليس على موقع ميوزك برينز (الإنجليزية)
- إليزابيث جيليس على موقع تيرنر كلاسيك موفيز (الإنجليزية)
- إليزابيث جيليس على موقع أول موفي (الإنجليزية)
- إليزابيث جيليس على موقع قاعدة بيانات برودواي على الإنترنت (الإنجليزية)
- إليزابيث جيليس على موقع إن إن دي بي (الإنجليزية)
- إليزابيث جيليس على موقع أول ميوزيك (الإنجليزية)
- إليزابيث جيليس على موقع ديسكوغز (الإنجليزية)